# Школа-ліцей імені Тараса Шевченка (Білий Бір)
Школа-ліцей імені Тараса Шевченка — українська школа-ліцей у Польщі.

## Історія школи
Побудовано задля збереження україномовного викладання на новому місці проживання українців, переселених сюди з їх споконвічних земель під час операції «Вісла».